# Житіє і вознесіння Юрася Братчика
«Житіє і вознесіння Юрася Братчика» (рос. «Житие и вознесение Юрася Братчика») — білоруський радянський художній фільм 1967 року режисерів Володимира Бичкова і Сергія Скворцова за романом В. Короткевича «Христос приземлився в Гродно».
За радянських часів фільм не був у прокаті до 1989 року. Копія була закуплена Ватиканом.

## Сюжет
XVI століття. Велике Князівство Литовське. Дорогами князівства мандрує жебрак артист-сатирик Юрась Братчик. У маленькому ляльковому театрі, який він тягає на власних плечах, він влаштовує вистави для простих людей. За фатальною випадковістю глядачами виявляються об'єкти його критики. Намагаючись втекти від розправи, Братчии потрапляє в компанію таких же, як він, бродяг...

## У ролях
- Лев Дуров
- Ілля Рутберг
- Лев Круглий
- Олексій Смирнов
- Павло Кормунін
- Любов Румянцева
- Анатолій Столбов
- Володимир Поночевний
- Володимир Васильєв
- Ростислав Шмирьов
- Ігор Смушкевич
- В'ячеслав Бровкін
- Донатас Баніоніс
- Єлизавета Уварова
- Микола Кузьмін
- Валерій Носик
- Віктор Авдюшко
- Пантелеймон Кримов

## Творча група
- Сценарій: Володимир Короткевич
- Режисер: Володимир Бичков, Сергій Скворцов
- Оператор: Анатолій Заболоцький
- Композитор: Олег Каравайчук